# Aloe cataractarum
Aloe cataractarum ist eine Pflanzenart der Gattung der Aloen in der Unterfamilie der Affodillgewächse (Asphodeloideae). Das Artepitheton cataractarum stammt aus dem Lateinischen, bedeutet ‚Wasserfall‘ und verweist das Vorkommen der Art in der Nähe von Wasserfällen.

## Beschreibung

### Vegetative Merkmale
Aloe cataractarum wächst stammbildend und verzweigt und von der Basis aus. Die hängenden Stämme erreichen eine Länge von bis zu 50 Zentimeter und sind 2,5 Zentimeter dick. Die zwölf bis 15 schwertförmigen, sichelförmig-zurückgebogenen Laubblätter bilden an der Spitze der Stämme Rosetten. Die dunkelgrüne bis rötliche Blattspreite ist 35 Zentimeter lang und 2,5 Zentimeter breit. Auf ihr befinden sich wenige weiße Flecken und ein Wachsüberzug. Die deltoiden, weißen Zähne am Blattrand sind 2 Millimeter lang und stehen 4 bis 5 Millimeter voneinander entfernt. Der Blattsaft ist hellgelb. Er trocknet dunkelgelb.

### Blütenstände und Blüten
Der schiefe Blütenstand besteht aus bis zu zehn Zweigen. Er erreicht eine Länge von bis 40 Zentimeter. Die Zweige sind häufig erneut verzweigt. Die ziemlich dichten, horizontalen Trauben sind bis zu 5 Zentimeter lang und bestehen aus einseitswendigen Blüten. Die lanzettlichen, zugespitzten, weißen Brakteen weisen eine Länge von etwa 5 Millimeter auf. Die hellroten, zylindrischen Blüten stehen an 8 bis 10 Millimeter langen, roten Blütenstielen. Die Blüten sind 20 bis 25 Millimeter lang. Auf Höhe des Fruchtknotens weisen die Blüten einen Durchmesser von 7 Millimeter auf. Darüber sind zur Mündung leicht verengt. Ihre äußeren Perigonblätter sind auf einer Länge von 8 Millimetern nicht miteinander verwachsen. Die Staubblätter und der Griffel ragen 2,5 bis 3 Millimeter aus der Blüte heraus.

## Systematik und Verbreitung
Aloe cataractarum ist in Tansania auf steilen Felsflächen nahe einem Wasserfall in Höhen von 1200 Metern verbreitet. Die Art ist nur vom Typusfundort bekannt.
Die Erstbeschreibung durch Thomas A. McCoy und John Jacob Lavranos wurde 2007 veröffentlicht.

## Nachweise